# Сабальса, Дамасо
Да́масо Саба́льса (исп. Dámaso Zabalza y Olaso; 1835, Ирурита, ныне в составе муниципалитета Бастан — 1894) — испанский пианист, композитор и музыкальный педагог.
Учился в Памплоне у Казимиро Сагабеты и Луиса Видаолы (фортепиано), а также у Мариано Гарсиа (гармония). С 14 лет играл на органе в соборе города Сен-Жан-Пье-де-Пор. С 1858 г. жил и работал в Мадриде, концертировал как солист и ансамблист, выступал при дворе королевы Марии Кристины.
Автор сарсуэлы «Деревенька» (исп. El caserío; 1861) и многочисленных фортепианных пьес, как дидактического, так и салонно-концертного назначения, нередко основанных на баскском музыкальном фольклоре. Был также профессором фортепиано в Мадридской консерватории, среди его учеников Хосе Вальс.
Имя Сабальсы носят улица (исп. Calle de Dámaso Zabalza) в Памплоне и общественный центр в деревне Элисондо муниципалитета Бастан.